# Saint-Sixte (Loire)
Saint-Sixte é uma comuna francesa na região administrativa de Auvérnia-Ródano-Alpes, no departamento de Loire. Estende-se por uma área de 15,35 km². Em 2010 a comuna tinha 715 habitantes (densidade: 46,6 hab./km²).